# Luhtasaari (ö i Norra Österbotten)
Luhtasaari är en ö i Finland. Den ligger i sjön Suojärvi och Peräjärvi och i kommunen Kuusamo i den ekonomiska regionen  Koillismaa ekonomiska region  och landskapet Norra Österbotten, i den nordöstra delen av landet, 600 km norr om huvudstaden Helsingfors. Öns area är 6,9 hektar och dess största längd är 500 meter i öst-västlig riktning.